# Edgewood (Kentucky)
Pour les articles homonymes, voir Edgewood.
La ville d’Edgewood est située dans le comté de Kenton, dans le Commonwealth du Kentucky, aux États-Unis. Sa population, qui s’élevait à 8 575 habitants lors du recensement de 2010, est estimée à 8 841 habitants au 1er juillet 2020.